# Gerolamo Berlinguer
Gerolamo Berlinguer (pronuncia Berlinguèr; Sassari, 21 marzo 1792 – Sassari, 4 dicembre 1869) è stato un militare italiano, insignito di medaglia d'oro al valor militare a vivente.

## Biografia
Nacque a Sassari il 21 marzo 1792, figlio di Giovanni e Giovanna Quesada.
Appartenente a una famiglia nobile, iniziò la carriera militare nel 1811 come sottotenente nel Reggimento della milizia provinciale di Logudoro,  passando nel 1813 al Reggimento della milizia provinciale di Sassari, diventando successivamente Capitano del Battaglione dei Barracelli di Sassari.
Nel 1832 re Carlo Alberto di Savoia volle riordinare l'assetto delle milizie addette alla sicurezza della popolazione locale ripristinando i vecchi ordinamenti delle truppe in servizio di pubblica sicurezza e ricostituì il Reggimento "Cavalleggeri di Sardegna" già soppresso nel corso del 1819. Entrato in servizio nel reggimento in quello stesso anno, nella notte del 25 giugno 1835 eseguì l'arresto di un latitante, Battista Canu, ricercato per l’omicidio del medico Felice Sinicorda .  A capo di un piccolo distaccamento di tre cavalleggeri trovò il ricercato in una grotta, mentre stava dormendo. Mentre si apprestavano ad irrompere nel rifugio, il cane del criminale si lanciò contro di lui ed egli dovette ucciderlo. Destatosi dal sonno il Canu sparò contro di lui una prima volta ferendolo ad una spalla, e mentre il bandito stava ricaricando egli incurante del dolore si espose repentinamente attirando su di sé il fuoco del bandito, rimanendo nuovamente ferito, e subito dopo i cavalleggeri irruppero nella grotta. Tuttavia il bandito riuscì ad esplodere un terzo colpo che lo colpì in pieno petto. Canu fu comunque arrestato e successivamente giustiziato.

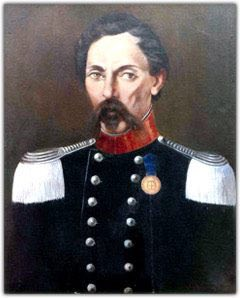
Capitano Gerolamo Berlinguer

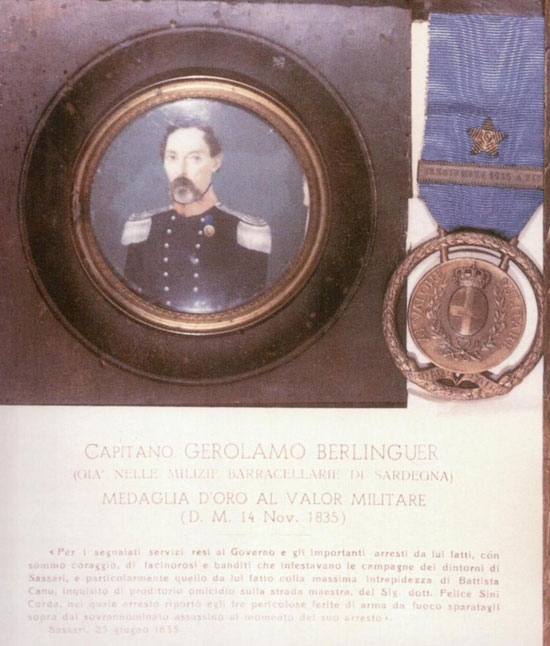
Medaglia d'oro - Gerolamo Berlinguer

Decorato con la Medaglia d'oro al valor militare, fu promosso luogotenente in prima nel 1836, e capitano nel 1837.
Le gravi ferite riportate nel corso della cattura di Canu lo costrinsero, il 7 marzo 1843, a lasciare il servizio attivo, passando con lo stesso grado al corpo degli invalidi di Sardegna e quindi al congedo dai cavalleggeri per invalidità. I cavalleggeri furono poi assorbiti dall'Arma dei Carabinieri per effetto della riorganizzazione delle forze dell'ordine sardo-piemontesi, uniformando la Sardegna al resto dei territori nel 1853. In quello stesso anno gli fu intitolata la caserma di Sassari. Si spense in quella città il 4 dicembre 1869.
Suocero del nobile Francesco Segni è antenato del Presidente della Repubblica Italiana Antonio Segni. Della stessa famiglia del leader del partito comunista italiano Enrico Berlinguer.

### Annotazioni
1. ↑  Si trattava di una milizia locale istituita in cambio della esenzione della popolazione sarda dal servizio militare di leva.

### Fonti
1. ↑  Carolei, Greganti 1950, p. 272.
2. ↑  
 Bruno Migliorini et al., Scheda sul lemma "Berlinguer", in Dizionario d'ortografia e di pronunzia, Rai Eri, 2010, ISBN 978-88-397-1478-7.
3. 1 2 3 4 5 6  Combattenti Liberazione.
4. 1 2 3 4  Ilari, Shamà 2008, p. 70.
5. ↑  Carbone 2013, p. 163.
6. 1 2 3  Carabinieri.
7. 1 2 3  Araldicasardegna.
8. ↑  Sito web del Quirinale: dettaglio decorato.